# Maternidade Alfredo da Costa
A Maternidade Alfredo da Costa (MAC) MHM é um estabelecimento público de saúde especializado em obstetrícia, localizado na freguesia das Avenidas Novas, antiga freguesia de São Sebastião da Pedreira, na cidade de Lisboa. O seu nome é uma homenagem a Manuel Vicente Alfredo da Costa, pioneiro da obstetrícia em Portugal. Integra a Unidade Local de Saúde de São José, anteriormente designada por Centro Hospitalar Lisboa Central (CHLC) e Hospitais Civis de Lisboa (HCL). Em 2027, data prevista para a entrada em funcionamento do futuro Hospital de Lisboa Oriental, no Parque da Bela Vista, em Chelas, os seus serviços e funcionários serão transferidos para a unidade central de saúde materno-infantil do novo hospital. Está previsto que o edifício da MAC se mantenha "ao serviço da Saúde".

## História
Foi edificado sobre os alicerces de um templo, com projecto do arquitecto Miguel Ventura Terra, e inaugurado em 5 de dezembro de 1932, sendo a primeira maternidade em Lisboa a ser concebida e construída de raiz. Foi seu fundador e primeiro director o Professor Augusto de Almeida Monjardino. Está integrada no Centro Hospitalar Lisboa Central EPE desde o dia 1 de março de 2012.
Os terrenos em que a maternidade foi construída foram doados tendo em vista a construção de uma igreja em homenagem a Nossa Senhora da Conceição, pela Condessa de Carnide. Contudo, devido à revolução republicana, o plano não chegou realizar-se.
O Estado confiscou o terreno à ordem religiosa e encarregou a Direcção-Geral de Assistência de dar um uso ao terreno.
A construção da Maternidade Alfredo da Costa arrancou em 1914 e foi assegurada por dezenas de operários desempregados e filiados na Confederação Geral do Trabalho. Mas a construção da maternidade continuou ensombrada. Pouco tempo depois, o ministério decidia apertar os cordões à bolsa e retirar verbas à obra. Entretanto, começava a Grande Guerra e acentuava-se a falta de materiais - sobretudo ferro. Mas o problema de dinheiro foi resolvido milagrosamente graças à doação inesperada de 1500 contos, vinda de um benfeitor anónimo (uma placa alusiva a essa doação existe dentro do edificio, a qual atribui a doação a Rovisco Pais). Mesmo assim, a verba não chegava. E só quando Salazar, à época ministro das Finanças, visitou o edifício foi possível avançar com o projecto. Salazar determinou que a obra fosse concluída o mais depressa possível e atribuiu-lhe mais mil contos. 
A maternidade foi inaugurada a 28 de maio de 1932 e a 8 de dezembro nascia a primeira criança, às 23h30: Maria da Conceição. Os jornais não se cansavam de aplaudir o projecto. "Verdadeira casa de repouso, já não temos de invejar os alemães", escrevia o "Diário da Manhã". 
No primeiro ano de actividade, a MAC teve 2073 partos - 1120 de "varões" e 953 de raparigas. Depois de um pico de nascimentos em 1977 - o ano em que se atingiu o recorde de partos, com 13 654 nascimentos - instalou-se uma quebra, explicada pela descida da taxa de natalidade e pelo aparecimento de outras maternidades em Lisboa, já nos anos 80.
A 21 de janeiro de 1983, foi feita Membro-Honorário da Ordem do Mérito.
Desde 1932, nasceram na MAC 600 mil crianças.

## Futuro
O XIX Governo Constitucional sucessivamente referiu a intenção de encerrar a MAC, mas viu as suas intenções goradas pelo Tribunal Administrativo de Lisboa, mantendo-se a maternidade em funcionamento até o recurso interposto pelo Ministério da Saúde ser avaliado pelo Tribunal Central Administrativo Sul. Este último tribunal decretou a manutenção da maternidade em funcionamento até à construção e abertura do novo Hospital de Todos os Santos.
Em 2027, data prevista para a entrada em funcionamento do futuro Hospital de Lisboa Oriental, no Parque da Bela Vista, em Chelas, os seus serviços e funcionários serão transferidos para a unidade central de saúde materno-infantil do novo hospital. Está previsto que o edifício da MAC se mantenha "ao serviço da Saúde".

## Nascimentos
Nasceram na Maternidade Alfredo da Costa inúmeras figuras relevantes na história e cultura de Portugal, entre elas:
- Ana Gomes (1954–)[9]
- Angélico Vieira (1982–2011)[10]
- Beatriz Viais (2003-)
- Carlos Fiolhais (1965–)[11]
- Fernando Santos (1954–)[12]
- Filomena Cautela (1984–)[13]
- Jorge Salavisa (1939–2020)[14]
- José Eduardo Sanches Osório (1940–)[15]
- José Roquette (1936–)[16]
- Mário de Carvalho (1944–)[17]
- Natália Gromicho (1977–)[18]
- Pauliana Valente Pimentel (1975–)[19]
- Paulo Gonzo (1956–)[20]
- Sandra Faleiro (1972–)[21]
- Victor de Sousa (1946–)[22]